# Hénanbihen
Hénanbihen is een gemeente in het Franse departement Côtes-d'Armor, in de regio Bretagne. De plaats maakt deel uit van het arrondissement Dinan. Hénanbihen telde op 1 januari 2022 1.429 inwoners.

## Geografie
De oppervlakte van Hénanbihen bedroeg op 1 januari 2022 31,65 vierkante kilometer; de bevolkingsdichtheid was toen 45,2 inwoners per km².
De onderstaande kaart toont de ligging van Hénanbihen met de belangrijkste infrastructuur en aangrenzende gemeenten.

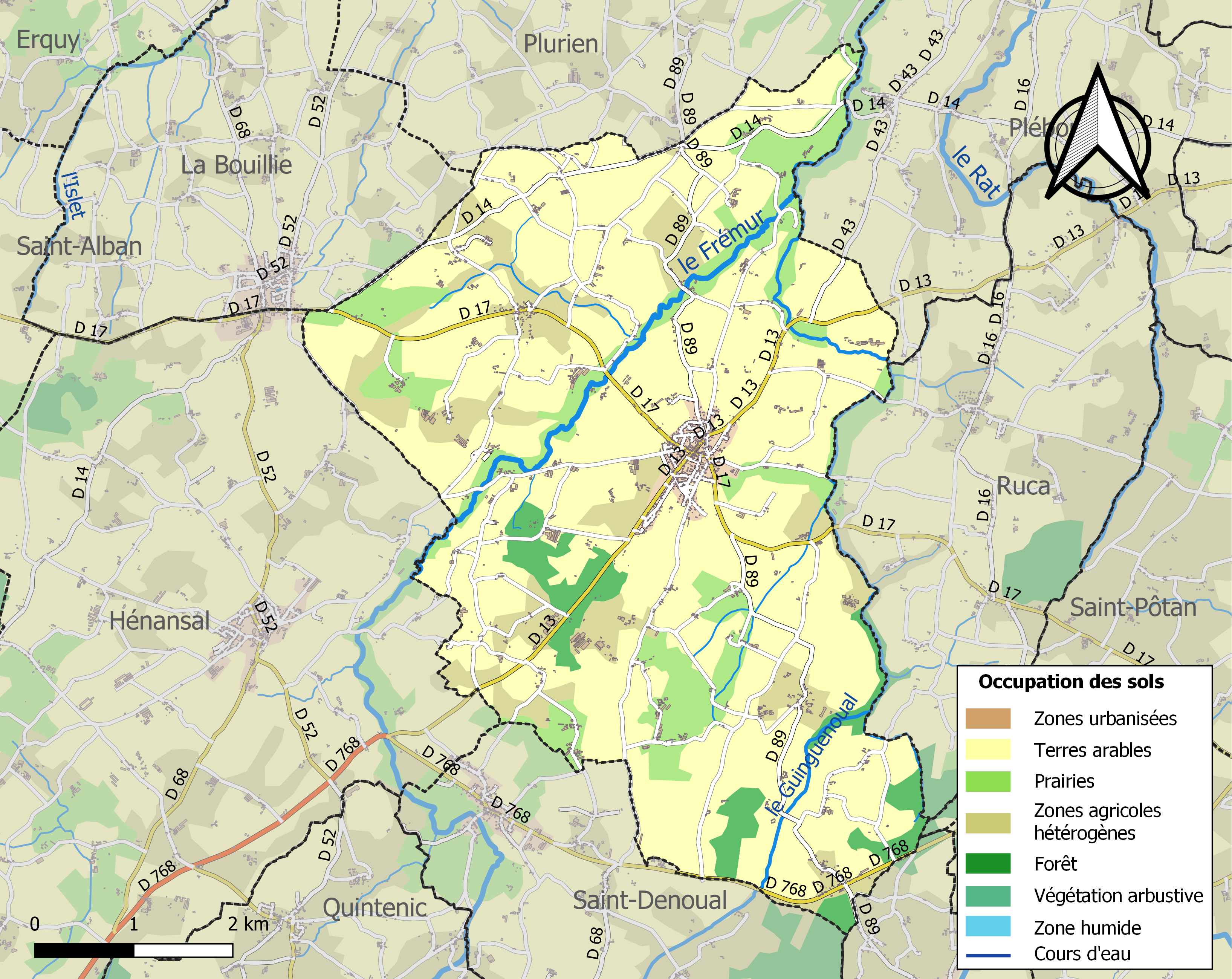

## Demografie
Onderstaande figuur toont het verloop van het inwonertal (bron: INSEE-tellingen).